# Joshua Browder
Joshua Browder (* 1997 in London, Vereinigtes Königreich) ist ein britisch-US-amerikanischer Unternehmer. Er ist der Gründer der Internetplattform DoNotPay, die in rechtlichen Belangen automatisiert und kostenlos helfen soll.

## Familie und Abstammung
Joshua Browder wurde als Sohn von Bill Browder (* 23. April 1964) und Melanie Browder geboren. Earl Browder (1891–1973, US-amerikanischer Führer der kommunistischen Partei der USA) ist sein Urgroßvater, Felix Browder (1927–2016, US-amerikanischer Mathematiker) sein Großvater und Andrew und William Browder (1934–2025, US-amerikanischer Mathematiker) seine Großonkel. Browders Großmutter soll in den 1930er Jahren aus Österreich geflohen sein, um der nationalsozialistischen Judenverfolgung zu entkommen. Nach Meinung von Joshua Browder sei dies auch ein wesentlicher Faktor für sein Engagement im Bereich der Menschenrechte zum Schutz von Flüchtlingen.

## Studium und Engagement

### Studium
Seit 2017 studiert Joshua Browder an der Stanford University, an welcher schon sein Vater studierte. Er betrachtet sein Studium in Stanford jedoch als „Nebenprojekt“ und denkt daran, die Universität zu verlassen.

### Zivilgesellschaftliches Engagement
Joshua Bowder programmierte mit 16 Jahren eine Anwendung für das iPhone für die internationale Nichtregierungsorganisation (NGO) Freedom House (Dupont Circle in Washington, D.C.) in Zusammenarbeit mit David J. Kramer (stellvertretenden Staatssekretär für Demokratie, Menschenrechte und Arbeit) um den Bericht über die Freiheit der Welt in 155 Ländern verfügbar zu machen. Die App wurde 17.000 Mal heruntergeladen. Als Youth Fellow der NGO International Bridges to Justice (IBJ) (Genf, Schweiz) programmierte er eine App, um Rechtsanwälte in Burundi, Kamerun und Ghana zu schulen, wie man wirtschaftlich benachteiligte Klienten effektiv verteidigt. In der Zeitung The Hill schrieb er 2015 einen Beitrag über Bürgerrechte und die Todesstrafe.

## Auszeichnungen
- Browder wurde auf die Liste Forbes 30 Under 30 gesetzt.[7]
- 2015 wurde er von der Huffington Post als Huffington Post Entrepreneur Of The Week (Unternehmer der Woche) bezeichnet.[8]